# Mbaye Jacques Ndiaye
Pour les articles homonymes, voir Ndiaye.
Mbaye Jacques Ndiaye, né le 10 octobre 2003 à Rufisque (Sénégal), est un footballeur sénégalais qui joue au poste d'ailier droit au Motor Lublin SA.

## Biographie
Mbaye Jacques Ndiaye est un footballeur sénégalais né le 10 octobre 2003 à Rufisque qui évolue au poste d'attaquant.

### Carrière en club
Mbaye Jacques Ndiaye a été formé par le Teungueth FC avant d'être prêté à Mbour dans l'équipe de Keur Madior FC en novembre 2020. Deux ans passés dans la ville de Mbour, Mbaye Jacques Ndiaye retourne chez son club formateur en juin 2022 pour intégrer l'équipe première. Après une saison passée avec Teungueth FC et avec de bonnes performances, Mbaye Jacques Ndiaye suscite l'intérêt de beaucoup d'équipes européennes. En janvier 2024, Mbaye Jacques Ndiaye quitte Teungueth FC pour s'engager en deuxième division polonaise de football avec le Motor Lublin SA où il réussit à faire accéder le club polonais en première division,.

### Carrière en équipe nationale
Mbaye Jacques Ndiaye a été sélectionné en 2022 avec l'équipe du Sénégal des moins de 20 ans de football où il participe à un tournoi en Arabie Saoudite avec Pape Matar Sarr, Samba Diallo et Dion Lopy.

## Palmarès

### En club
Teungueth FC 
- Championnat du Sénégal (1)
  - Champion : 2024
- Coupe de la Ligue sénégalaise (1)
  - Vainqueur : 2023.
- Trophée des champions (1)
  - Vainqueur : 2023